# Тест Люка — Лемера
Те́ст Люка́ — Ле́мера (англ. Lucas-Lehmer test, сокр. LLT) — полиномиальный, детерминированный и безусловный (то есть не зависящий от недоказанных гипотез) тест простоты для чисел Мерсенна. Сформулирован Эдуардом Люка в 1878 году и доказан Лемером в 1930 году. 
При заданном простом числе {\displaystyle p>2} тест позволяет за полиномиальное время от битовой длины {\displaystyle p} числа Мерсенна {\displaystyle M_{p}=2^{p}-1} определить, является {\displaystyle M_{p}} простым или составным. Доказательство справедливости теста существенно опирается на функции Люка, что позволило обобщить тест Люка — Лемера на некоторые числа, вид которых отличен от чисел Мерсенна.
Благодаря этому тесту самыми большими известными простыми числами почти всегда были простые числа Мерсенна, причём даже до появления компьютеров. До 2018 года он был основным тестом простоты в рамках проекта распределённых вычислений GIMPS, занимающегося поиском новых простых чисел Мерсенна. Также он интересен своей связью с чётными совершенными числами.

## Формулировка
Тест основывается на следующем критерии простоты чисел Мерсенна:

Пусть {\displaystyle p} — простое нечётное. Число Мерсенна {\displaystyle M_{p}=2^{p}-1} простое тогда и только тогда, когда оно делит нацело {\displaystyle (p-1)}-й член последовательности
{\displaystyle 4,\;14,\;194,\;37634,\;\ldots } ,
задаваемой рекуррентно: {\displaystyle S_{k}={\begin{cases}4&k=1,\\S_{k-1}^{2}-2&k>1.\end{cases}}}

Лемер, 1930 год

Для проверки простоты {\displaystyle M_{p}} последовательность чисел {\displaystyle S_{1},S_{2},\ldots ,S_{p-1}} вычисляется по модулю числа {\displaystyle M_{p}} (то есть вычисляются не сами числа {\displaystyle S_{k}}, длина которых растёт экспоненциально, а остатки от деления {\displaystyle S_{k}} на {\displaystyle M_{p}}, длина которых ограничена {\displaystyle p} битами). Последнее число в этой последовательности {\displaystyle S_{p-1}{\bmod {M}}_{p}} называется вычетом Люка — Лемера. Таким образом, число Мерсенна {\displaystyle M_{p}} является простым тогда и только тогда, когда число {\displaystyle p} — нечётное простое и вычет Люка — Лемера равен нулю. Сам алгоритм можно записать в виде псевдокода:
```
LLT
(p)
    ►Вход: простое нечётное число p
    S = 4
    k = 1
    M = 2
p
 
−
 1
    
До тех пока
 k != p - 1 
выполнять

        S = ((S 
×
 S) 
−
 2) mod M
        k += 1
    
Конец цикла

    
Если
 S = 0 
выполнять

        
Возвратить
 ПРОСТОЕ
    
иначе

        
Возвратить
 СОСТАВНОЕ
    
Конец условия
```

Значения {\displaystyle S_{1}}, для которых справедлив критерий простоты, образуют последовательность: {\displaystyle 4,\;10,\;52,\;724,\;970,\;10084,\;\ldots } . 
Не обязательно проверять все простые нечётные {\displaystyle p} при непосредственном переборе, поскольку некоторые числа Мерсенна специального вида всегда являются составными, что следует, например, из следующей доказанной Эйлером теоремы:

Если числа {\displaystyle p=4n+3} и {\displaystyle q=2p+1=8n+7} — простые, то {\displaystyle M_{p}\equiv 0{\pmod {q}}}.

## Доказательство
Один из подходов к доказательству основан на использовании функций Люка:
{\displaystyle V_{n}(P,Q)=\alpha ^{n}+\beta ^{n},}
{\displaystyle U_{n}(P,Q)={\frac {\alpha ^{n}-\beta ^{n}}{\alpha -\beta }},}
где {\displaystyle \alpha ,\;\beta } — корни квадратного уравнения
{\displaystyle x^{2}-Px+Q=0}
с дискриминантом {\displaystyle D=P^{2}-4Q,} причём {\displaystyle P} и {\displaystyle Q} взаимно просты.
В частности, при доказательстве используются некоторые свойства этих функций, а именно:
1. {\displaystyle V_{n}^{2}-DU_{n}^{2}=4Q^{n}}
2. {\displaystyle V_{2n}=V_{n}^{2}-2Q^{n},\quad U_{2n}=U_{n}V_{n}}
3. {\displaystyle {\frac {V_{n}+{\sqrt {D}}U_{n}}{2}}=\left({\frac {P+{\sqrt {D}}}{2}}\right)^{n}}
4. Если {\displaystyle P'\equiv P{\pmod {N}}}, {\displaystyle Q'\equiv Q{\pmod {N}}}, {\displaystyle (Q,N)=1} и
{\displaystyle QP'=P^{2}-2Q{\pmod {N}}},
то
{\displaystyle {\begin{cases}Q^{n}V_{n}(P',1)\equiv V_{2n}(P,Q){\pmod {N}}\\PQ^{n-1}U_{n}(P',1)\equiv U_{2n}(P,Q){\pmod {N}}\end{cases}}}
5. Если {\displaystyle p} — простое, такое, что {\displaystyle 2DQ} взаимно просто с {\displaystyle p}, то {\displaystyle p} делит нацело {\displaystyle U_{\Phi (p)}(P,Q)},
где {\displaystyle \Phi (p)=p-\left({\frac {D}{p}}\right)}, а {\displaystyle \left({\frac {D}{p}}\right)} — символ Лежандра.
Схема доказательства:

### Необходимость
Из свойства 4. по модулю {\displaystyle N=M_{p}} при {\displaystyle P=2}, {\displaystyle Q=-2}, следует:
{\displaystyle 2^{n}V_{n}(-4,1)\equiv V_{2n}(2,-2){\pmod {N}}},
а по свойству 2.
{\displaystyle V_{2n}(-4,1)=V_{n}^{2}(-4,1)-2},
поэтому
{\displaystyle S_{p-1}\equiv V_{\frac {N+1}{4}}(-4,1){\pmod {N}}}
и
{\displaystyle V_{\frac {N+1}{2}}(2,-2)\equiv 2^{\frac {N+1}{4}}S_{p-1}{\pmod {N}}}
{\displaystyle D=2^{2}-4\cdot (-2)=12}, поэтому если {\displaystyle N} — простое, то {\displaystyle \left({\frac {D}{N}}\right)=-1} и из последних двух свойств {\displaystyle N} делит
{\displaystyle U_{N+1}(2,-2)=V_{\frac {N+1}{2}}(2,-2)U_{\frac {N+1}{2}}(2,-2)}
Далее, из свойств 1. и 2.
{\displaystyle V_{N+1}=V_{\frac {N+1}{2}}^{2}-2\cdot (-2)^{\frac {N+1}{2}}\equiv 8+4=12{\pmod {N}}},
но по свойству 3.
{\displaystyle V_{N+1}\equiv 2(1+{\sqrt {3}})^{N+1}=2(1+{\sqrt {3}})(1+3^{\frac {N-1}{2}}{\sqrt {3}}\equiv 2(1-3)=-4{\pmod {N}}},
то есть {\displaystyle N} делит {\displaystyle V_{\frac {N+1}{2}}(2,-2)}, а значит и {\displaystyle S_{p-1}}.

### Достаточность
Если {\displaystyle N} делит {\displaystyle S_{p-1}}, то из доказательства необходимости следует, что оно делит и {\displaystyle V_{\frac {N+1}{2}}}. {\displaystyle N} взаимно просто с {\displaystyle U_{\frac {N+1}{2}}} по свойству 1., а по свойству 2. — делит {\displaystyle U_{N+1}}. Но тогда каждый простой делитель числа {\displaystyle N} представим в виде {\displaystyle \pm 1+k2^{p}>{\sqrt {N}}}, то есть {\displaystyle N=M_{p}} — простое.

## История
Критерий простоты был предложен французским математиком Люка в 1878 году. В частности, Люка показал, что алгоритм позволяет проверять простоту {\displaystyle M_{p}} для простых {\displaystyle p\equiv 1{\pmod {4}}}. В 1930 году американский математик Лемер полностью доказал справедливость критерия для всех простых нечётных {\displaystyle p} в своей диссертации на соискание учёной степени доктора философии.
В 1952 году Робинсон при поддержке Лемера провел вычисления на компьютере SWAC с использованием теста Люка — Лемера, результатом которого стало открытие простых чисел {\displaystyle M_{521}} и {\displaystyle M_{607}}. Позднее в этом же году были открыты {\displaystyle M_{1279}}, {\displaystyle M_{2203}} и {\displaystyle M_{2281}}.
Лёгкость реализации теста и рост вычислительных мощностей компьютеров позволили фактически любому человеку заниматься поиском простых чисел Мерсенна. Так, в 1978 году два американских старшеклассника Лора Никель и Курт Нолл (Лемер преподавал им теорию чисел) за 3 года работы доказали простоту числа {\displaystyle M_{21701}}, используя суперкомпьютер CDC Cyber 176 в Калифорнийском университете.
Наибольшее из известных простых чисел Мерсенна на 2024 год, найденное с помощью теста Люка — Лемера, это {\displaystyle M_{82589933}}. Однако это не самое большое известное простое число Мерсенна. 11 октября 2024 года с помощью теста Ферма было найдено {\displaystyle M_{136279841}}. Поскольку тест Ферма является вероятностным, 12 октября был использован тест Люка — Лемера для проверки простоты; этот день является официальной датой открытия нового простого числа.

## Примеры
Требование нечётности {\displaystyle p} в условии критерия существенно, так как {\displaystyle M_{2}=2^{2}-1=3} — простое, но {\displaystyle S_{1}\equiv 4{\pmod {3}}=1\not =0}.
Число {\displaystyle M_{13}=2^{13}-1=8191} — простое. Действительно,
{\displaystyle S_{1}=4}
{\displaystyle S_{2}\equiv 4^{2}-2{\pmod {8191}}=14}
{\displaystyle S_{3}\equiv 14^{2}-2{\pmod {8191}}=194}
{\displaystyle S_{4}\equiv 194^{2}-2{\pmod {8191}}=4870}
{\displaystyle S_{5}\equiv 4870^{2}-2{\pmod {8191}}=3953}
{\displaystyle S_{6}\equiv 3953^{2}-2{\pmod {8191}}=5970}
{\displaystyle S_{7}\equiv 5970^{2}-2{\pmod {8191}}=1857}
{\displaystyle S_{8}\equiv 1857^{2}-2{\pmod {8191}}=36}
{\displaystyle S_{9}\equiv 36^{2}-2{\pmod {8191}}=1294}
{\displaystyle S_{10}\equiv 1294^{2}-2{\pmod {8191}}=3470}
{\displaystyle S_{11}\equiv 3470^{2}-2{\pmod {8191}}=128}
{\displaystyle S_{12}\equiv 128^{2}-2{\pmod {8191}}=0}
Применение теста к числу {\displaystyle M_{11}=2^{11}-1=2047} показывает, что оно составное:
{\displaystyle S_{1}=4}
{\displaystyle S_{2}\equiv 4^{2}-2{\pmod {2047}}=14}
{\displaystyle S_{3}\equiv 14^{2}-2{\pmod {2047}}=194}
{\displaystyle S_{4}\equiv 194^{2}-2{\pmod {2047}}=788}
{\displaystyle S_{5}\equiv 788^{2}-2{\pmod {2047}}=701}
{\displaystyle S_{6}\equiv 701^{2}-2{\pmod {2047}}=119}
{\displaystyle S_{7}\equiv 119^{2}-2{\pmod {2047}}=1877}
{\displaystyle S_{8}\equiv 1877^{2}-2{\pmod {2047}}=240}
{\displaystyle S_{9}\equiv 240^{2}-2{\pmod {2047}}=282}
{\displaystyle S_{10}\equiv 282^{2}-2{\pmod {2047}}=1736\not =0}
Действительно, {\displaystyle 2047=23\cdot 89}.

## Вычислительная сложность
В рассматриваемом тесте две основные операции: возведение в квадрат и деление по модулю. Эффективный алгоритм деления по модулю числа Мерсенна на компьютере (фактически сводящийся к нескольким операциям битового сдвига) дает следующая теорема:

Для целого числа {\displaystyle x} и  числа Мерсенна {\displaystyle M_{p}=2^{p}-1} имеет место сравнение по модулю
{\displaystyle x\equiv \left(x{\bmod {2}}^{p}\right)+\left\lfloor {\frac {x}{2^{p}}}\right\rfloor {\pmod {M_{p}}}},
причём умножение на {\displaystyle 2^{k}} по модулю {\displaystyle M_{p}} равносильно  левому циклическому сдвигу на {\displaystyle k} бит (если {\displaystyle k<0}, то сдвиг осуществляется в обратную сторону).

Например, чтобы вычислить остаток от деления числа {\displaystyle x=916} на {\displaystyle M_{5}=2^{5}-1=31}, нужно исходное число преобразовать в двоичный вид: {\displaystyle 916={1110010100}_{2}}, и, согласно теореме, разбивать {\displaystyle x} на две части каждый раз, когда оно превосходит {\displaystyle M_{5}}:
{\displaystyle {\begin{aligned}916{\bmod {2}}^{5}-1&\equiv \left(916{\bmod {2}}^{5}\right)+\left\lfloor {\frac {916}{2^{5}}}\right\rfloor {\pmod {2^{5}-1}}\\&\equiv {10100}_{2}+{11100}_{2}{\pmod {2^{5}-1}}\\&\equiv {110000}_{2}{\pmod {2^{5}-1}}\\&\equiv {10000}_{2}+1_{2}{\pmod {2^{5}-1}}\\&\equiv {10001}_{2}{\pmod {2^{5}-1}}\\&={10001}_{2}\\&=17\end{aligned}}}
При использовании этого способа деления по модулю вычислительная сложность теста будет определяться сложностью алгоритма возведения в квадрат. Длина {\displaystyle M_{p}} составляет {\displaystyle p} бит, а алгоритм умножения двух чисел, например, «в столбик», имеет сложность {\displaystyle O(p^{2})}. Так как возведение в квадрат в тесте происходит {\displaystyle O(p)} раз, то вычислительная сложность алгоритма равна {\displaystyle O(p^{3})}. Тест можно ускорить, если использовать алгоритмы быстрого умножения больших целых чисел, например, метод умножения Шёнхаге — Штрассена. Сложность теста в таком случае составит {\displaystyle O(p^{2}\ln {p}\ln {\ln {p}})}.

## Вариации и обобщения
Условие в тесте можно ослабить и потребовать лишь, чтобы {\displaystyle S_{p-2}\equiv \pm 2^{\frac {p+1}{2}}{\pmod {M_{p}}}}, откуда немедленно следует:
{\displaystyle S_{p-1}=2^{p+1}-2=2(2^{p}-1)\equiv 0{\pmod {M_{p}}}}.
В 1930 году Лемер вывел критерий простоты для чисел вида {\displaystyle k2^{n}-1}, где {\displaystyle k<2^{n}}, а в 1969 году Ханс Ризель модифицировал тест Люка — Лемера для чисел такого вида, который впоследствии был дополнен Стечкиным. Возможно обобщение теста и на числа вида {\displaystyle A2^{2n}+B2^{n}-1}.
Уильямсом были доказаны критерии простоты, аналогичные тесту Люка — Лемера, для чисел вида {\displaystyle k3^{n}-1\;(k<3^{n})} и {\displaystyle k2^{n}3^{m}-1,\;(k<2^{n}3^{m})}, а также для некоторых чисел вида {\displaystyle kq^{n}-1}, где {\displaystyle q>3} — простое {\displaystyle (k<q^{n})}.
Существует более общий {\displaystyle (N^{2}-1)}-тест простоты, который применим для любого натурального числа {\displaystyle N}, если известно полное или частичное разложение на простые множители числа {\displaystyle N-1} или {\displaystyle N+1}.

## Применения
Во многом благодаря тесту Люка — Лемера, простые числа Мерсенна удерживают лидерство как самые большие известные простые числа, хотя и до существования теста числа Мерсенна почти всегда были наибольшими простыми. Так, в 1588 году была доказана простота чисел {\displaystyle M_{17}} и {\displaystyle M_{19}}.
Евклид доказал, что всякое число вида {\displaystyle 2^{p-1}(2^{p}-1)=2^{p-1}M_{p}} — совершенное, если {\displaystyle M_{p}} — простое, а Эйлер показал, что все чётные совершенные числа имеют такой вид; поэтому тест Люка — Лемера фактически позволяет найти все чётные совершенные числа.
До 2018 года этот тест использовался в качестве основого в проекте распределённых вычислений GIMPS, занимающегося поиском новых простых чисел Мерсенна, хотя до сих пор не доказано, что их бесконечно много.
Также данный тест используется для тестирования аппаратного обеспечения. Так, в 1992 году специалисты компании AEA Technology протестировали новый суперкомпьютер компании Cray, используя программу, написанную Словински для поиска простых чисел Мерсенна. В результате за 19 часов работы программы было открыто простое число {\displaystyle M_{756839}}.